# Antoni Śmiejan
Antoni Śmiejan (ur. 22 sierpnia 1907, zm. 16 grudnia 1977) – polski harcmistrz oraz działacz kulturalny; dyrektor łódzkiej (1946) i gdańskiej (1949–1950) Rozgłośni Polskiego Radia oraz Teatru Muzycznego w Gdyni (1965–1973).

## Życiorys
Przed 1939 był Komendantem Hufca Harcerzy w Bielsku Podlaskim. Podczas II wojny światowej był żołnierzem Zjednoczenia Oddziałów Partyzanckich „Jeszcze Polska nie zginęła” (1942–1944). Po wojnie był kierownikiem Wydziału Zuchów Głównej Kwatery ZHP (1945–1946). W 1946 był dyrektorem łódzkiej rozgłośni Polskiego Radia. W 1949 został komendantem Chorągwi ZHR Łódź–miasto oraz dyrektorem gdańskiej Rozgłośni Polskiego Radia (1949–1950). W latach 1957–1958 był członkiem Komendy Chorągwi Gdańskiej i kierownikiem Wydziału Szkolenia, następnie przewodniczącym Komisji Stopni Instruktorskich (1962–1963) i zastępcą komendanta Chorągwi Gdańskiej (1959–1961). W latach 1963–1964 był komendantem Hufca ZHP Sopot. W latach 1965–1973 był dyrektorem Teatru Muzycznego w Gdyni. Od 1976 był członkiem Harcerskiego Kręgu Seniorów „Korzenie” w Chorągwi Gdańskiej ZHP. Był członkiem Towarzystwa Kultury Teatralnej w Gdańsku.
Został pochowany na cmentarzu komunalnym w Sopocie.

## Odznaczenia
- Złoty Krzyż Zasługi (1946) – w uznaniu zasług, położonych w dziedzinie odbudowy Polskiego Radia w m. Łodzi[9],
- Odznaka „Zasłużony Działacz Kultury” (1977)[10],
- Krzyż Kawalerski Orderu Odrodzenia Polski,
- Krzyż Partyzancki,
- Krzyż „Za Zasługi dla ZHP”,
- Medal Zwycięstwa i Wolności 1945[7].